# Viran Morros
Viran Morros de Argila (Barcelona, 15 de dezembro de 1983) é um handebolista profissional espanhol, medalhista olímpico.

## Carreira
Morros conquistou a medalha de bronze com a Seleção Espanhola de Handebol Masculino nos Jogos Olímpicos de Verão de 2020 em Tóquio, após derrotar a equipe egípcia por 33–31 na disputa pelo pódio.